# Бійцівська рибка одноплямиста
Бійцівська рибка одноплямиста (Betta unimaculata) — вид, що належить до роду бійцівська рибка й є одним із найбільших його представників.
Є членом групи Betta unimaculata, що включає види B. unimaculata, B. macrostoma, B. patoti, B. ocellata, B. gladiator, B. pallifina.

## Опис
Максимальний відомий розмір 66,8 мм стандартної (без хвостового плавця) довжини і 12,6 см загальної довжини; остання становить 130,5-139,7 % стандартної. Тіло сильно витягнуте в довжину, відносно струнке, хвостове стебло майже такої самої висоти, що й тулуб (відповідно 18,9-24,7 % і 13,3-16,4 % стандартної довжини). Голова широка й тупа, її довжина становить 29,0-33,3 % стандартної довжин, а ширина — 61,3-69,6 % довжини голови; верхня щелепа довга й сягає рівня переднього краю ока, довжина нижньої щелепи становить 31,6-37,9 % довжини голови.
Хвостовий плавець округлий із трохи подовженими центральними променями, кінчики променів виходять за межі полотна плавця. Спинний плавець короткий, його початок знаходиться ближче до основи хвостового плавця, ніж до голови. Анальний плавець довгий, довжина його основи становить 45,9-53,7 % стандартної довжини. Кінці спинного та анального плавців трохи загострені. Черевні плавці короткі, нитчасті. У спинному плавці 0-1 твердих і 6-8 м'яких променів, в анальному 1-2 твердих і 27-30 м'яких променів, в грудних плавцях по 12-13 променів (всі м'які). У бічній лінії 31-33 луски. Хребців 30-32.
Забарвлення тіла оливкове або коричнювате, черево світліше. В нижній половині присутні слабкі нерегулярно розташовані вертикальні чорні смуги. На основі хвостового плавця присутня кругляста чорнувата пляма. У дорослих самців луски на тілі, під очима та на зябрових кришках виблискують синьо-зеленим лиском. Кількість такого лиску може сильно відрізнятись залежно від району походження риб. У самок цей лиск дуже слабкий або й взагалі відсутній.
Плавці темні, спинний, хвостовий та анальний на міжпроменевих мембранах вкриті чорними крапочками. В самців при збудженні ці плавці вкриваються слабким блакитним лиском. Спинний плавець має блискучу білу облямівку. Зовнішній край анального плавця має блакитну або білу облямівку. Перший промінь черевних плавців яскраво-білий, решта площі цих променів безбарвна. Безбарвною є й більша частина грудних плавців.
Статевий диморфізм слабкий. Самці трохи більші за самок, мають інтенсивніший синьо-зелений лиск, трохи ширші плавці та ширшу голову.
Betta unimaculata дуже схожа з Betta ocellata. Остання назва певний час навіть уважалася синонімом B. unimaculata. Від свого найближчого родича одноплямиста бійцівська рибка відрізняється більш тупим рилом, довшою верхньою щелепою, коротшою основою спинного плавця, меншою кількістю лусок у бічній лінії та променів в анальному плавці.

## Поширення
Вид поширений у прісних водах індонезійської частини острова Калімантан, а саме в верхніх течіях річок Каян (індонез. Sungai Kayan) і Магакам (Говонг, індонез. Sungai Mahakam) у провінції Східний Калімантан. Це дуже віддалені райони, дістатися них можна лише невеликим човном.
Одноплямиста бійцівська рибка була виявлена у водоймах різного типу, серед яких струмки та ізольовані гірські ставки з чистою водою у верхів'ях річок, а також більш каламутні лісові струмки. У проточних водоймах риби тримаються в тихих місцях, у лісових струмках — серед прибережної рослинності, опалого листя і зануреного коріння дерев. Параметри води: pH у межах 6,5-7,5; твердість у межах 10–20 °dH; температура 21–25 °C.

## Біологія
Ці риби використовують для дихання атмосферне повітря за допомогою спеціального зябрового лабіринту. У природі харчуються дрібними комахами та іншими безхребетними, зоопланктоном.
Під час шлюбних ігор одноплямисті бійцівські рибки широко роззявляють рота та розпускають спинний, черевні, анальний та хвостовий плавці. Нерест зазвичай тривалий. Інтенсивно забарвлений самець підпливає до самки з відкритим ротом і розпускає плавці. Спаровування відбувається пізно ввечері. Ікра відкладається й запліднюється невеликими порціями під час «обіймів», типових для осфронемових, коли самець обволікає самку своїм тілом. Початку нересту можуть передувати кілька невдалих спроб. Після кожного акту спаровування обидві риби оглядають територію й збирають запліднену ікру. Ікринки, які підібрала самка, вона випльовує в рот самцеві. Після того, як вся порція ікри опиниться в роті у самця, цикл повторюється допоки самка не скине всю ікру. Плідність становить 50-80 ікринок.
Самець виношує ікру в роті протягом 10-14 днів, самка охороняє територію. Після закінчення інкубаційного періоду самець випускає з рота доволі великих (більше 5 мм завдовжки) мальків, які відразу вільно плавають і негайно починають хапати рухливі корми.

## Утримання в акваріумі
Одноплямисту бійцівську рибку тримають в акваріумах. Ціни в продажу сильно різняться залежно від забарвлення риб.
Вперше була завезена до Європи (до Німеччини) 1980 року.
Загалом цей вид легкий утриманні й розведенні. Риб краще тримати групою у великому видовому акваріумі з густими заростями рослин, печерами та корчами. Акваріум має бути тісно накритий. Як всі представники роду, B. unimaculata потребує доступу до шару вологого повітря, який буде формуватися над поверхнею води. До того ж вид відмінно стрибає. Вода повинна бути чистою, показник pH 6,0-8,0, твердість 7-20 °dH, температура 21-25 °C. Зазначені параметри води не є критичними, риби відносно легко адаптуються до різних умов.
В акваріумі спостерігаються сутички між самцями за встановлення в групі ієрархії. Вони активізуються після додавання свіжої води. Риби пливуть назустріч одна одній з широко роззявленими ротами, загрожуючи противникові нападом. Зазвичай слабша риба втікає без фактичної бійки. Коли ж обидва суперники не відступають, вони зчіплюються ротами, плавають вперед-назад, похитуючи головою, поки не виявлять переможця. Риба, що зазнала поразки, втрачає забарвлення й робить шалені спроби втекти. Іноді риби отримують травми, у них рвуться роти. Як правило, в групі домінує самець з найбільшим ротом.
Приймають будь-які види кормів: живі, сухі, заморожені. Найкраще годувати риб живими артеміями, дафніями, мотилем та іншими личинками комах.
Нерест парний. Для розведення риб відсаджують до нерестовища, якщо їх і так не тримають окремо. Не будь-яка пара буде мирно співіснувати, краще дати рибам можливість самим вибрати собі партнера в групі. Нерест відбувається біля дна, десь о 9-10-й годині вечора. Після нересту дуже важливо дати якомога більше спокою й тиші самцеві, який інкубує ікру, заховавшись у схованці. Мальки, що покидають батьківський рот, відразу беруть живі наупліуси артемії або мікрочерв'ячків. Вони швидко ростуть навіть в одному акваріумі з батьками. Дорослі риби не їдять мальків. За 6 місяців молодь досягає половини дорослого розміру. Визрівають в 1 рік.
Відмічено, що популяції з різних місцевостей виявляють відмінності в забарвленні та малюнку. Колекціонери та ентузіасти позначають їх за місцем походження: B. unimaculata Mahakam, B. unimaculata Sandakan і т. д. й тримають окремо заради збереження чистоти крові.